# Megastrebla kaluwawae
Megastrebla kaluwawae är en tvåvingeart som beskrevs av Maa 1971. Megastrebla kaluwawae ingår i släktet Megastrebla och familjen lusflugor. Inga underarter finns listade i Catalogue of Life.